# Godas
Godas est un noble goth du vie siècle au service du royaume vandale. En 530, il est nommé gouverneur de la province de Sardaigne par le nouveau roi vandale Gélimer, mais Godas se déclare roi de la Sardaigne et cesse de payer le tribut annuel.
En septembre 533, alors que Bélisaire se prépare à envahir l'Afrique, Godas commence à communiquer avec l'empereur byzantin Justinien, en tant que souverain indépendant, dans le but de créer sa propre principauté sur l'île de Sardaigne. Celui ci propose à Justinien d'être son vassal en échange de troupes pour le soutenir contre les Vandales.
Justinien envoie le général Eulogius en Sardaigne, et promet à Godas de lui octroyer un soutien militaire. Eulogius débarque en Sardaigne, néanmoins, Godas le renvoie peu après, arguant « qu'il recevrait avec plaisir un renfort de soldats, mais qu'il n'avait nul besoin de général ». Avant que cette réponse ne parviennent à Constantinople, Justinien a déjà fait partir le général Cyrille avec 400 hommes.
En réaction, Gélimer envoie une puissante armée composée de 5 000 de ses meilleurs soldats, 120 vaisseaux légers, commandée par son frère Tzazo, pour écraser la rébellion. Tzazo débarque au port de Calaris (actuelle Cagliari, en Italie) et prend immédiatement la ville, tuant Godas et tous les soldats avec lui. La flotte byzantine conduite par Cyrille pour le soutenir ne réussit pas à atteindre la Sardaigne à temps.
La révolte de Godas est fatale au royaume vandale ; car pendant que Tzazo part en Sardaigne avec le gros des forces vandales pour réprimer la rébellion, une armée byzantine commandée par Bélisaire débarque sans opposition près de Caput vada (actuelle Chebba, en Tunisie), dans le but de conquérir le royaume vandale. Bélisaire vainc ensuite les dernières troupes vandales à l'Ad Decimum et prend Carthage avant que Gélimer ne rappelle Tzazo en Afrique.

## Référencement